# FreeDOS
FreeDOS, tidigare känt som Free-DOS och innan dess som PD-DOS, är ett fritt MS-DOS-kompatibelt operativsystem.

## Historia
Projektet startades redan 1994 med annonseringen av PD-DOS den 28 juni. Senare 1994 kom första namnändringen till Free-DOS och någon gång 1996 fick projektet sitt nuvarande namn FreeDOS.
Den 3 september 2006 kom version 1.0 ut och FreeDOS lämnade betastadiet. Den 20 februari 2022 släpptes version 1.3, vilket är den största uppdateringen av FreeDOS sedan 2016.

## Funktioner
- Samexisterar lätt med olika versioner av Microsoft Windows
- Stöd för FAT32 och LBA
- Stöd för långa filnamn
- Hårddiskcache
- Stöd för minneshanterare: HIMEM, EMM386, UMBPCI
- MSCDEX-ersättare (SHSUCDX) och stöd för CD-ROM
- Stöd för möss med scrollhjul
- Stöd för energisparfunktioner
- Mediaspelare, MPXPLAY, med stöd för mp3, ogg med mera
- Stöd för 7ZIP, Info-Zip Zip & UnZip och andra packningsprogram
- Textredigeringsprogram med stöd för flera fönster inkluderat
- Hjälptexter ingår, läses med HTMLHELP
- Stöd för Microsoft Windows i Standard mode